# La sposa (miniserie televisiva)
La sposa è una miniserie televisiva italiana distribuita originariamente da Rai 1 dal 16 al 30 gennaio 2022.

## La miniserie
È diretta da Giacomo Campiotti, prodotta da Rai Fiction in collaborazione con Endemol Shine Italy ed ha come protagonisti Serena Rossi e Giorgio Marchesi. Il soggetto è di Valia Santella, che ha firmato la sceneggiatura insieme a Eleonora Cimpanelli e Antonio Manca.

## Trama
Italia, 1969. Maria, una donna calabrese, accetta in cambio di denaro il matrimonio con Italo, nipote di un rude contadino vicentino, per salvare la sua famiglia dalla povertà.

## Episodi
| nº | Titolo    | Prima TV        |
| -- | --------- | --------------- |
| 1  | Puntata 1 | 16 gennaio 2022 |
| 2  | Puntata 2 | 23 gennaio 2022 |
| 3  | Puntata 3 | 30 gennaio 2022 |

## Personaggi e interpreti
- Maria Saggese, interpretata da Serena Rossi.
- Italo Bassi, interpretato da Giorgio Marchesi.
- Vittorio Bassi, interpretato da Maurizio Donadoni.
- Antonio Lo Bianco, interpretato da Mario Sgueglia.
- Giuseppe Saggese, interpretato da Matteo Valentini.
- Paolino Bassi, interpretato da Antonio Nicolai.
- Carla, interpretata da Claudia Marchiori.
- Nunzia, interpretata da Antonella Prisco.
- Luisa Saggese, interpretata da Giulia D'Aloia.
- Don Fabio, interpretato da Gualtiero Burzi.
- Filomena, interpretata da Mariella Lo Sardo.
- Carmela, interpretata da Matilde Piana.
- Zi' Michele, interpretato da Saverio Malara.
- Giulio, interpretato da Denis Fasolo.
- Riccardo, interpretato da Giulio Cristini.
- Maresciallo Pietro, interpretato da Stefano Fregni.
- Bruno, interpretato da Stefano Guerrieri.
- Assistente sociale, interpretata da Marta Richeldi.

## Produzione
La miniserie è prodotta da Rai Fiction in collaborazione con Endemol Shine Italy.

### Riprese
Le riprese cominciano nel maggio 2021 a Roma, dove vengono ricostruiti alcuni interni. Dal 7 giugno sono proseguite in Puglia (a Vieste, Vico del Gargano, Monte Sant'Angelo e Peschici), mentre nel mese successivo vengono effettuate in Piemonte (ad Alessandria, Crescentino, Fontanetto Po e Carignano). Le registrazioni sono terminate il 29 luglio. Alcune scene sono state girate presso il lungomare di Civitavecchia (zona Pirgo).

### Conferenza stampa
La conferenza stampa si è svolta giovedì 13 gennaio 2022.

## Colonna sonora
La colonna sonora è stata composta, orchestrata e diretta da Carmine Padula (alla sua terza collaborazione con Giacomo Campiotti dopo Ognuno è perfetto e Chiara Lubich - L'amore vince tutto). Le musiche sono state incise presso i Forum Studios di Roma con l'Orchestra Italiana del Cinema. L'album comprende 22 tracce ed è stato pubblicato il 16 gennaio 2022 da Rai Com.
1. Opening – 2:35
2. La Sposa – 3:05
3. In Time – 2:35
4. Sweet Memories – 2:24
5. Annegamento – 2:49
6. Solitude – 3:15
7. Tema di Paolino – 2:21
8. Lite – 1:52
9. New Life – 3:01
10. Love is born – 3:00
11. Obscurity – 3:01
12. Requiem for Giorgia – 2:00
13. Canto della natura – 2:25
14. Nostalgie – 2:18
15. Tema dell’inganno – 2:08
16. Senza fine – 4:29
17. Oasis – 2:58
18. War Inside – 2:52
19. Alone – 1:53
20. Tema di Maria – 3:25
21. Attimi – 2:17
22. The End – 2:21